# Stoyan Yordanov
Stoyan Yordanov (Sófia, 29 de janeiro de 1944) é um ex-futebolista profissional búlgaro, que atuava como goleiro, medalhista olimpico.

## Carreira
Stoyan Yordanov fez parte do elenco da Seleção Búlgara de Futebol da Copa do Mundo de 1970. 